# Alessandra Sensini
Alessandra Sensini (ur. 26 stycznia 1970 w Grosseto) – włoska żeglarka sportowa specjalizująca się w klasach windsurfingowych Mistral i RS:X, czterokrotna medalistka olimpijska, w tym mistrzyni z Sydney, czterokrotna mistrzyni świata.
Sześciokrotnie startowała w igrzyskach olimpijskich (czterokrotnie w klasie Mistral), ale tylko z pierwszych zawodów w 1992 roku w Barcelonie i ostatnich w 2012 w Londynie nie przywiozła medalu, zajmując odpowiednio siódme i dziewiąte miejsce. Złota medalistka w 2000 roku, srebrna medalistka w 2008 roku (w klasie RS:X) oraz dwukrotna zdobywczyni brązowego medalu (1996, 2004).
W mistrzostwach świata wielokrotnie zdobywała medale, w tym czterokrotnie złote, dwukrotnie w RS:X (2006, 2008) i dwukrotnie w Mistralu (2000 i 2004).